# Alvin Harrison
Alvin Leonardo Harrison (Orlando, 20 gennaio 1974) è un ex velocista statunitense naturalizzato dominicano, specializzato nei 400 metri piani.

## Biografia
Fratello gemello di Calvin Harrison, ai Giochi olimpici di Sydney 2000 i due fratelli fecero la storia diventando i primi gemelli a competere e a vincere l'oro olimpico nella stessa squadra nella staffetta. In quell'occasione Alvin fu il primo a scendere in pista, mentre Calvin fu il terzo frazionista.
Alvin Harrison non partecipò ai Giochi olimpici di Atene 2004 per aver utilizzato una sostanza illecita. Nell'ottobre di quello stesso anno Harrison si accordò con l'agenzia anti-doping statunitense per una sospensione di 4 anni da ogni attività agonistica.
Nel 2008 l'oro della staffetta 4×400 metri di Sydney viene ritirato in seguito all'ammissione di uso di sostanze dopanti durante quell'edizione dei Giochi da parte di Antonio Pettigrew.
Dal 2009 ha gareggiato per la Repubblica Dominicana, mentre dal 2015 è tornato a rappresentare gli Stati Uniti d'America. Harrison è coautore, insieme al fratello Calvin, di un libro, Go to Your Destiny.

## Palmarès
| Anno                                    | Manifestazione      | Sede     | Evento      | Risultato | Prestazione | Note |
| --------------------------------------- | ------------------- | -------- | ----------- | --------- | ----------- | ---- |
| In rappresentanza degli Stati Uniti     |                     |          |             |           |             |      |
| 1996                                    | Giochi olimpici     | Atlanta  | 400 m piani | 4º        | 44"62       |      |
| 1996                                    | Giochi olimpici     | Atlanta  | 4×400 m     | Oro       | 2'55"99     |      |
| 1999                                    | Giochi panamericani | Winnipeg | 4×400 m     | Bronzo    | 3'00"94     |      |
| 2000                                    | Giochi olimpici     | Sydney   | 400 m piani | Argento   | 44"40       |      |
| 2000                                    | Giochi olimpici     | Sydney   | 4×400 m     | dq        | dq          |      |
| In rappresentanza della Rep. Dominicana |                     |          |             |           |             |      |
| 2009                                    | Mondiali            | Berlino  | 400 m piani | Batteria  | 46"67       |      |
| 2010                                    | Mondiali indoor     | Doha     | 4×400 m     | Finale    | dq          |      |

## Campionati nazionali
- 1 volta campione nazionale indoor dei 400 m piani (1998)

## Altre competizioni internazionali
1998
- 5º alla Grand Prix Final ( Mosca), 400 m piani - 45"57